# Giả thuyết người Ai Cập da đen
Giả thuyết người Ai Cập Da đen là giả thuyết cho rằng Ai Cập cổ đại là một nền văn minh phần lớn là người Da đen, vì thuật ngữ này hiện được hiểu theo nhận thức về chủng tộc của người Mỹ hiện đại. Nó bao gồm một trọng tâm đặc biệt trong việc xác định các mối liên kết với những nền văn hóa Hạ-Sahara và nghi vấn về chủng tộc của những nhân vật nổi tiếng đặc biệt từ thời kỳ vương triều, bao gồm Tutankhamun, vị vua được miêu tả trong bức tượng Nhân sư lớn ở Giza, và nữ hoàng gốc Hy Lạp của nhà Ptolemaios Cleopatra.
Giả thuyết này được coi như là một giả thuyết phụ. Các học giả chính thống bác bỏ quan điểm cho rằng Ai Cập là một nền văn minh da đen (hoặc da trắng); họ chủ trương rằng bất chấp sự đa dạng về kiểu hình của người Ai Cập cổ đại và ngày nay, việc áp đặt quan điểm hiện đại về chủng tộc da đen hoặc da trắng đối với người Ai Cập cổ đại là lỗi thời. Ngoài ra, các học giả còn bác bỏ quan điểm, mà ẩn chứa trong giả thuyết người Ai Cập da đen, cho rằng người Ai Cập cổ đại đồng nhất về mặt chủng tộc; thay vào đó màu da khác nhau giữa người dân của Hạ Ai Cập, Thượng Ai Cập, và Nubia, những người ở từng thời đại khác nhau đã vươn lên nắm quyền lực ở Ai Cập cổ đại. Tại "Hội nghị chuyên đề về cư dân của Ai Cập cổ đại và sự giải mã chữ viết Meroe" của UNESCO ở Cairo vào năm 1974, giả thuyết người da đen đã gặp phải sự bất đồng sâu sắc. Gần như tất cả những người tham dự đã kết luận rằng các cư dân Ai Cập cổ đại là những cư dân bản địa của khu vực thung lũng sông Nile, và được cấu thành từ các dân tộc ở phía bắc và phía Nam của Sahara vốn khác biệt về màu da.
Vào năm 2017, một nghiên cứu di truyền được tiến hành trên 83 xác ướp đến từ Abusir ở miền Bắc Ai Cập (gần Cairo ngày nay), đã thiết lập "bộ dữ liệu đáng tin cậy đầu tiên thu được từ những người Ai Cập cổ đại sử dụng phương pháp giải trình tự DNA thông lượng cao." Nghiên cứu này cho thấy rằng người Ai Cập cổ đại có mối quan hệ gần gũi nhất với cư dân Trung Đông hiện đại (Arab, Cận Đông và Anatolia), và có mối quan hệ gần gũi đáng kể hơn với cư dân Nam Âu hơn là với cư dân châu Phi Hạ-Sahara.